# Бавлинський район
Бавлинський район (рос. Бавлинский район, тат. Баулы районы) — муніципальний район у складі Республіки Татарстан Російської Федерації.
Адміністративний центр — місто Бавли.

## Адміністративний устрій
До складу району входять два міських 12 сільських поселень:
| Поселення                                 | Центр                   | Населені пункти |
| ----------------------------------------- | ----------------------- | --------------- |
| Александровське сільське поселення        | с. Александровка        |                 |
| Ісергаповське сільське поселення          | с. Ісергапово           |                 |
| Кзил-Ярське сільське поселення            | с. Кзил-Яр              |                 |
| Крим-Сарайське сільське поселення         | с. Крим-Сарай           |                 |
| Новозарєченське сільське поселення        | пгт Новозарєченськ      |                 |
| місто Бавли                               | м. Бавли                |                 |
| Покровсько-Урустмацьке сільське поселення | с. Покровський Урустмак |                 |
| Поповське сільське поселення              | с. Поповка              |                 |
| Потапово-Тумбарлинське сільське поселення | с. Потапово-Тумбарла    |                 |
| Саліховське сільське поселення            | с. Нові Чуті            |                 |
| Татарсько-Кандизьке сільське поселення    | с. Татарський Кандиз    |                 |
| Тумбарлинське сільське поселення          | с. Тумбарла             |                 |
| Удмуртсько-Ташлинське сільське поселення  | с. Алексєєвка           |                 |
| Шалтинське сільське поселення             | с. Шалти                |                 |